# Blathnát
Blathnát ("piccolo fiore") è un personaggio della mitologia irlandese che compare nel Ciclo dell'Ulster. Suo padre è a seconda delle versioni Mend di Inis Fer Falga (identificata con l'isola di Man), Iuchna, Conchobar mac Nessa o Midir, il re del Sìd di Brí Léith (localizzato nel County Westmeath).
Il regno di suo padre viene invaso dai guerrieri del Ramo Rosso dell'Ulster, guidati da Cú Roí e Cú Chulainn. Il raid porta alla sua cattura, nonché alla razzia di vari capi di bestiame e un calderone magico. A dispetto del suo amore per Cú Chulainn viene scelta come preda personale e sposa dall'altro capo dell'impresa, Cú Roí. In seguito tradirà il suo rapitore a favore di Cú Chulainn (in una versione versando del latte nel fiume Finglas per guidare Cú Chulainn all'entrata del castello.). Morto Cú Roí per mano di Cú Chulainn Blathnát verrà uccisa dal bardo del marito defunto, Fercherdne, che la porterà con sé gettandosi in un baratro.